# Ewangelicko-Luterański Kościół Krajowy Brunszwiku
Ewangelicko-Luterański Kościół Krajowy Brunszwiku (niem. Evangelisch-Lutherische Landeskirche in Braunschweig) – kościół luterański w Niemczech, działający w krajach związkowych Dolna Saksonia i Saksonia-Anhalt. Siedzibą biskupa jest Wolfenbüttel. Swoim zasięgiem obejmuje teren dawnego Wolnego Państwa Brunszwiku w granicach sprzed 1945 roku. W 2019 roku liczył 320 900 członków w 300 parafiach i pozostaje najbardziej znaczącą denominacją protestancką na tych terenach.
Kościół opiera się na naukach Marcina Lutra głoszonych podczas Reformacji. Jest członkiem Kościoła Ewangelickiego w Niemczech (EKD), ponadto należy do Zjednoczonego Kościoła Ewangelicko-Luterańskiego Niemiec, Wspólnoty Kościołów Ewangelickich w Europie, Światowej Federacji Luterańskiej i Światowej Rady Kościołów. Od 2014 roku biskupem kościoła pozostaje Christoph Meyns.
Ewangelicko-Luterański Kościół Krajowy Brunszwiku posiada około 480 kościołów, najbardziej znanym jest Katedra w Brunszwiku.

## Historia
Kościół został założony jako kościół krajowy dla Księstwa Brunszwik-Wolfenbüttel, dokąd protestancka reformacja dotarła w 1568 roku. Panujący książę obejmował zarazem urząd biskupa kościoła. W 1704 w księstwie wprowadzono tolerancję religijną, co umożliwiło działalność parafii nienależących do kościoła krajowego. Wraz z końcem monarchii w 1918 roku kościół stał się organizacją oddzieloną od państwa, jednak zachował niektóre przywileje. W 1922 roku liczył 464 000 członków.